# The Black Donnellys
The Black Donnellys è una serie televisiva statunitense creata da Paul Haggis e Robert Moresco, andata in onda sulla NBC dal 26 febbraio al 2 aprile del 2007, in Italia dal 7 settembre al 9 novembre del 2008, per una sola stagione.
La serie s'incentra sulle vicende malavitose di quattro fratelli irlandesi-americani di Hell's Kitchen. Nonostante sia ambientata nel presente, la storia è narrata al passato da un amico dei quattro fratelli, Joey detto "Ice Cream", che è interrogato da alcuni poliziotti nel carcere dove è stato rinchiuso. Il nome dei protagonisti è ripreso da quello d'una cosca irlandese-americana veramente esistita.

## Trama
Quando Tommy, a dieci anni, ruba una macchina e senza volerlo causa l'incidente che renderà zoppo suo fratello maggiore Jimmy, promette a Dio che righerà dritto per tutta la vita purché Jimmy possa tornare a camminare. L'unico che sa chi guidava quella macchina è Joey "Ice Cream", un amico dei quattro fratelli. Jimmy torna a camminare e Tommy mantiene la parola data: diventa il bravo ragazzo della famiglia Donnelly e non si mette mai nei pasticci, a parte quando deve aiutare i suoi fratelli a uscire dai loro. Il padre dei Donnelly muore quando loro sono ancora piccoli e li lascia a una madre molto protettiva, che però non riesce a tenerli lontani dalla malavita del quartiere dove vivono. I quattro Donnelly, Tommy, Jimmy, Kevin e Sean, sono infatti legati alla mafia irlandese e nemici giurati di quella italiana. Oltre Joey, l'unica amica del Donnelly è Jenny, che i fratelli conoscono fin dall'infanzia e di cui Tommy è innamorato. Lei crede che suo marito sia ancora vivo, poiché nessuno ha mai avuto il coraggio di dirle che era stato ucciso. Lavora nel locale di suo padre, nello stesso quartiere del bar dei Donnelly.

## Personaggi e interpreti

### Personaggi principali
- Thomas 'Tommy' Donnelly, interpretato da Jonathan Tucker, doppiato da Francesco Pezzulli.
Tommy è considerato il leader tra i fratelli ed è l'unico dei quattro che non è immischiato in qualche losco traffico. Dovrà comunque comportarsi da criminale ogni volta che uno dei fratelli è in pericolo. Ha una strana relazione con Jenny, che ama fin da quando era piccolo. Lei, nonostante lo ami allo stesso modo, lo allontana poiché crede che suo marito sia ancora vivo.
- James 'Jimmy' Donnelly, interpretato da Tom Guiry, doppiato da Alessandro Quarta.
È il maggiore dei quattro Donnellys. Fa uso di droga ed è spesso coinvolto personalmente in molti crimini, anche l'omicidio. Jimmy pensa di dover essere il leader della famiglia, ma il titolo gli è stato tolto da Tommy, dal momento che gli altri fratelli seguono il fratello e non lui.
- Kevin 'Kev' Donnelly, interpretato da Billy Lush, doppiato da Fabrizio Vidale.
Kevin è convinto di essere fortunato, da quando suo padre, poco prima di morire, gli disse di esserlo. È uno scommettitore e perde puntualmente ogni scommessa. È perennemente indebitato.
- Sean 'Seanny' Donnelly, interpretato da Michael Stahl-David, doppiato da Emiliano Coltorti.
È il più piccolo e va ancora a scuola. La madre è particolarmente protettiva nei suoi confronti poiché spera di non farlo immischiare nei traffici dei fratelli. ha un grande successo con le ragazze.
- Jenny Reilly, interpretata da Olivia Wilde, doppiata da Daniela Calò.
È un'amica dei Donnelly, Tommy è innamorato di lei, la ragazza lo ricambia. Suo marito, scompare per poi essere ritrovato morto, dato che aveva problemi col gioco d'azzardo. Nonostante sia legata a Tommy e ai suoi fratelli, cerca di tenersi fuori dal loro giro, e di condurre una vita onesta.
- Joey 'Joey Ice Cream', interpretato da Keith Nobbs, doppiato da Nanni Baldini.
È un grande amico dei fratelli Donnelly, nonché voce narrante della serie.
- Nicky Cottero, interpretato da Kirk Acevedo, doppiato da Pasquale Anselmo.
È un membro della criminalità italiana, un uomo subdolo e calcolatore, il cui obbiettivo è quello di salire i vertice della scala gerarchica della mafia.

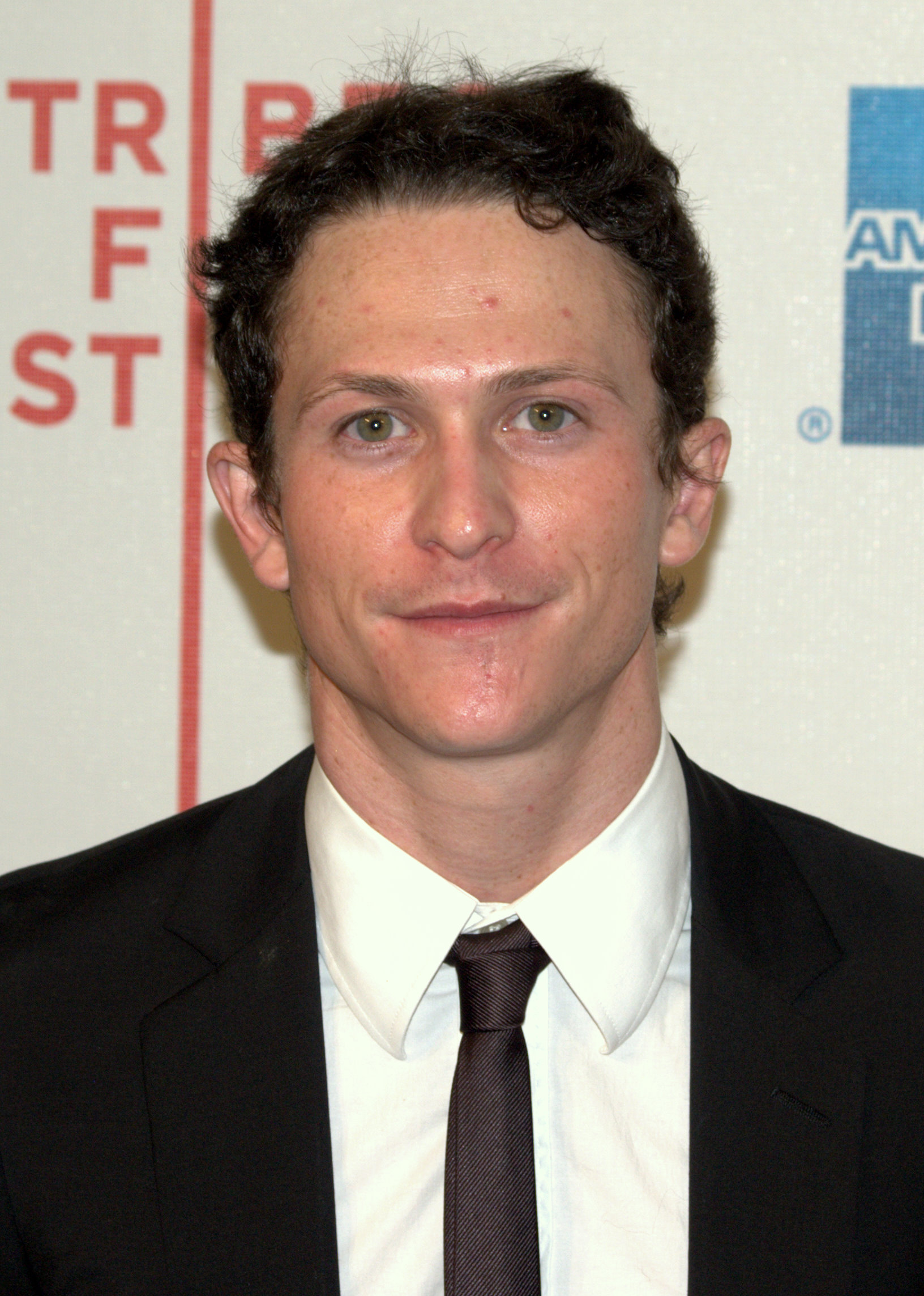
Jonathan Tucker interpreta Thomas "Tommy" Donnelly
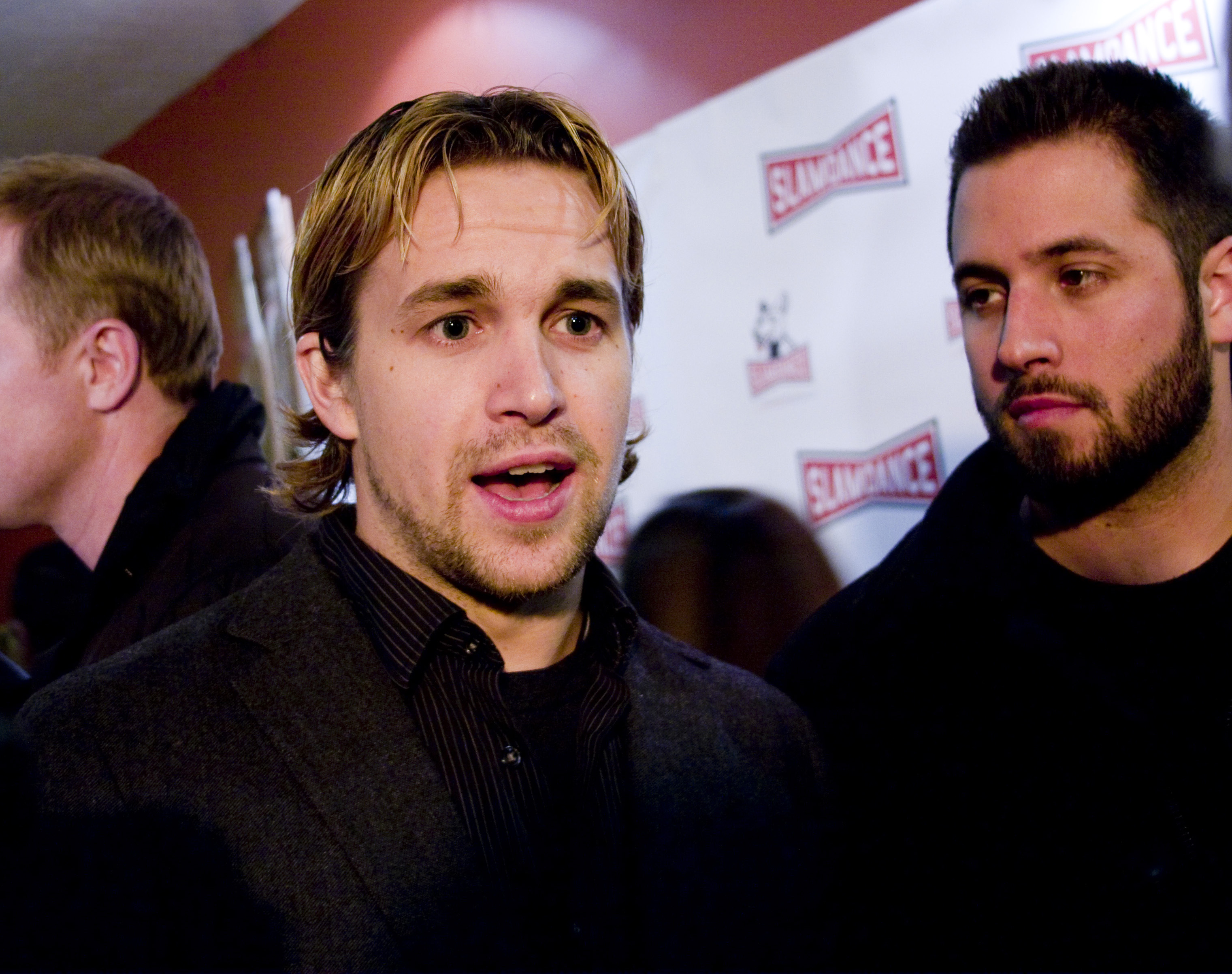
Michael Stahl-David interpreta Sean "Seanny" Donnelly
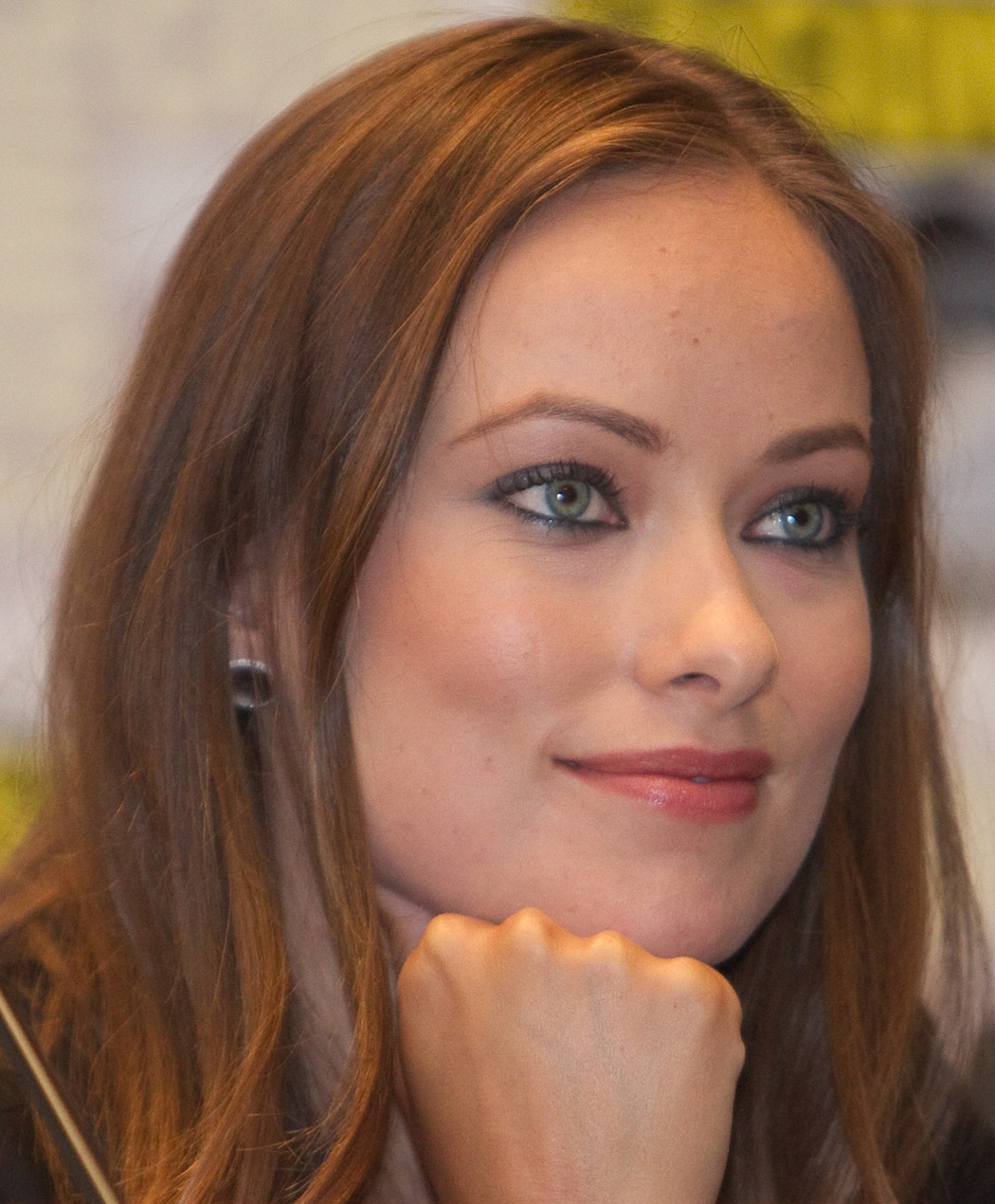
Olivia Wilde interpreta Jenny Reilly

### Personaggi secondari
- Helen Donnelly, interpretata da Kate Mulgrew.
- Al "Alo" Onatero, interpretato da Michael Rispoli.
- Sal, interpretato da Mark Margolis.
- Hugh "Huey" Farrell, interpretato da Chris Bauer.
- Derek "Dokey" Farrell, interpretato da Peter Greene.
- Kate Farrell, interpretata da Molly Schaffer.
- Matthew Farrell, interpretato da Seamus Davey-Fitzpatrick.
- Joanie, interpretata da Betsy Beutler.
- Ian Reilly, interpretato da Kevin Conway.
- Samson Dawlish, interpretato da James Badge Dale.
- Whitey, interpretato da Kevin Corrigan.
- Nadine, interpretata da Jamie Bonelli.
- Sharkey, interpretato da Chris Kipiniak.
- Bob the Mouth, interpretato da Peter Gerety.
- Vinnie, interpretato da Brian Tarantina.
- Earl, interpretato da Patrick Brennan.
- Mary Ann Maxwell, interpretata da Lauren Bittner.

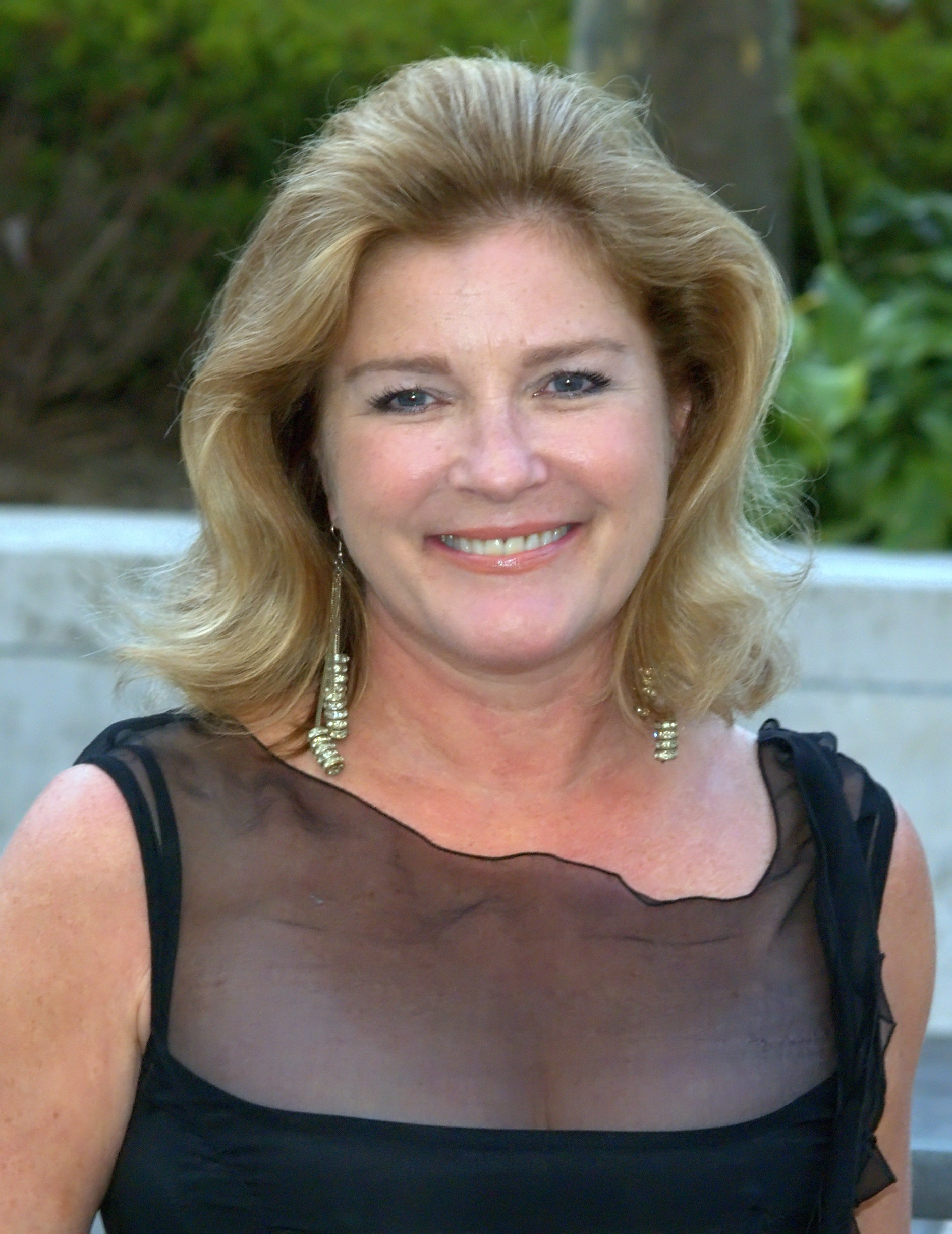
Kate Mulgrew interpreta Helen Donnelly
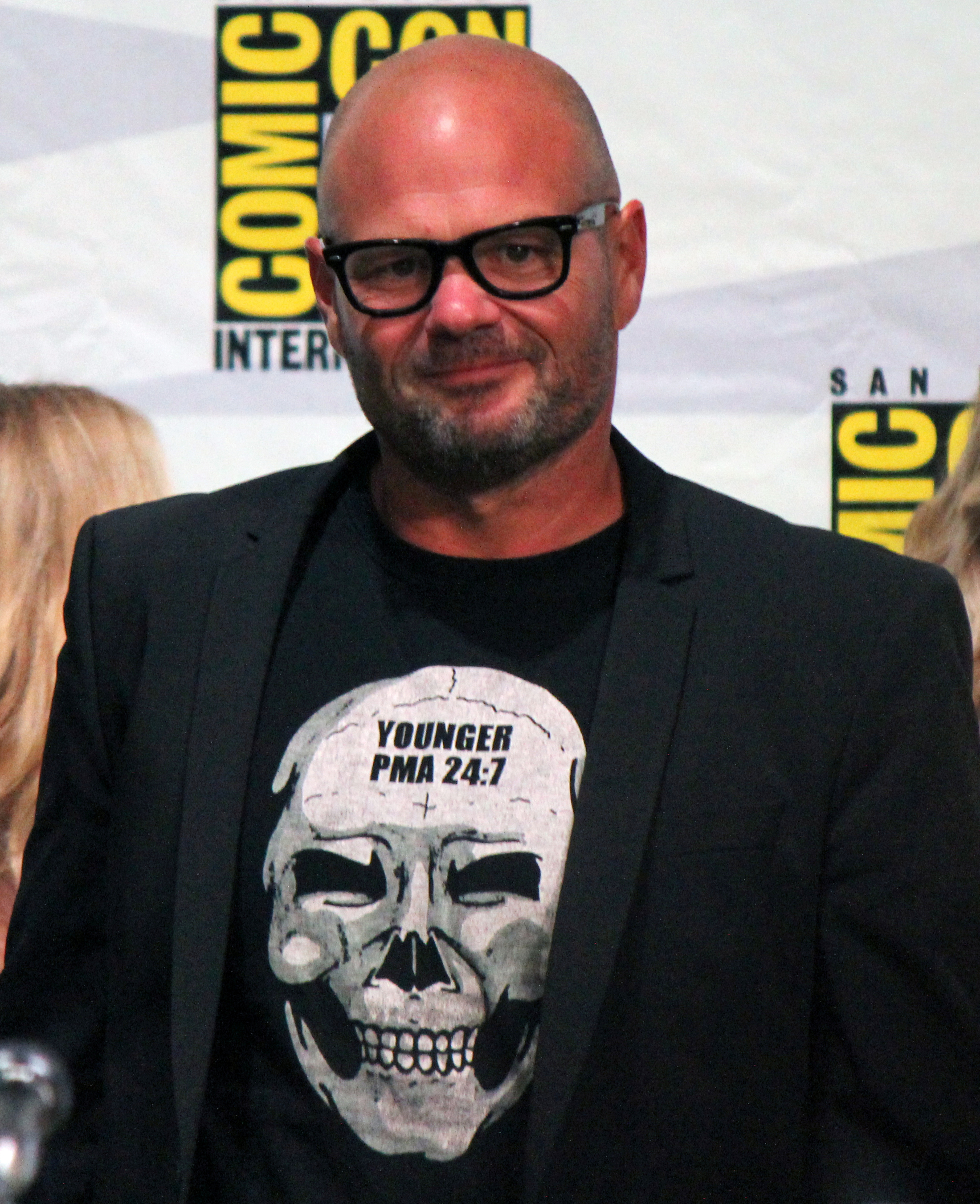
Chris Bauer interpreta Hugh Farrell
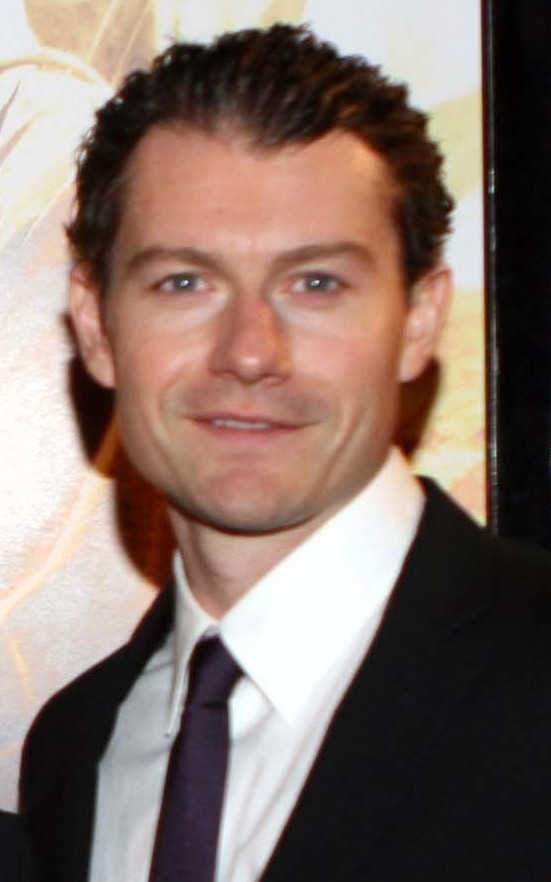
James Badge Dale interpreta Samson Dawlish
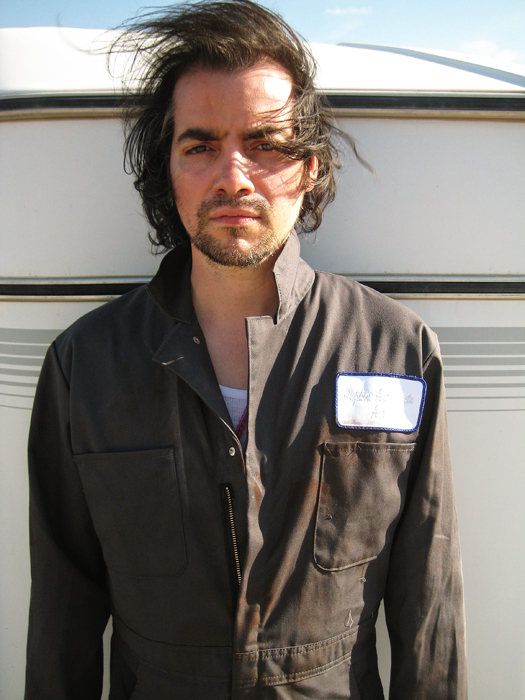
Kevin Corrigan interpreta Whitey
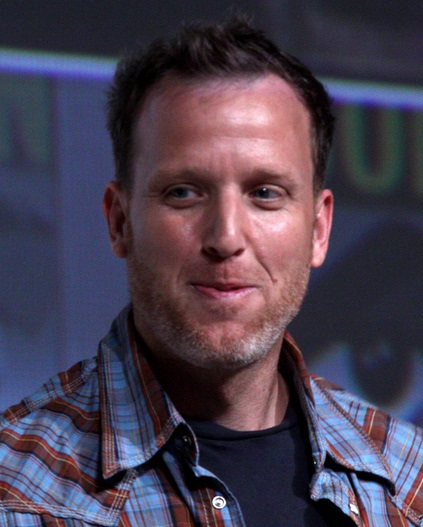
Patrick Brennan interpreta Earl

## Episodi
| Stagione       | Episodi | Prima TV USA | Prima TV Italia |
| -------------- | ------- | ------------ | --------------- |
| Prima stagione | 13      | 2007         | 2008            |